# Investigatore
L'investigatore (in lingua inglese detective, pronuncia in italiano: [deˈtɛktiv]; dal verbo detect, "trovare", "scoprire") è genericamente una persona che svolge indagini finalizzate all'accertamento o all'esclusione dell'accadimento di determinati fatti e avvenimenti.
L'investigatore privato è una persona che svolge un'attività analoga ma su commissione e nell'interesse di soggetti privati, previo possesso tuttavia di requisiti e titoli previsti dalla legge.

## Caratteristiche
La funzione di investigatore pubblico è svolta dalle autorità statali competenti in materia, come ad esempio le forze di polizia dei vari paesi del mondo - in particolare i vari corpi di polizia giudiziaria. L'investigatore privato è invece un privato cittadino che, nel rispetto dei limiti previsti dalla legge, può essere autorizzato ad esercitare indagini per conto di altri soggetti, privati o anche pubblici (ove previsto); per esercitare l'attività ha però bisogno di permessi e/o autorizzazioni, previsti e rilasciati dalla legge del proprio Stato di appartenenza e valevoli solo per il territorio statale.
L'attività degli investigatori è finalizzata ad accertare ed a ricostruire determinati accadimenti che si sospettano essere avvenuti o meno, che generalmente si abbia un interesse a dimostrare e dei quali è richiesta una prova valida, anche a tutela di un diritto in un processo. A tale scopo essi possono effettuare interrogatori, intercettazioni, analizzare la scena del crimine, e così via.

## Nel mondo

### Australia
Gli investigatori privati devono essere autorizzati dall'autorità competente di rilascio di apposita licenza dello Stato in cui essi trovano. Ciò vale per tutti gli Stati membri, tranne che per il Territorio della Capitale Australiana. Le aziende che offrono servizi investigativi devono inoltre essere titolari di una licenza commerciale e tutti i loro operatori devono essere in possesso di licenze individuali. Generalmente le licenze sono sottoposte al controllo della polizia dello stato; tuttavia in alcuni di tali stati le licenze possono anche essere gestito da altre agenzie governative.
Per registrarsi nello stato del Nuovo Galles del Sud si richiede una licenza di tipo CAPI (Commercial and Private Inquiry Agent), per la quale è possibile fare richiesta sul sito web della forza di polizia del predetto stato. Nel Territorio della Capitale Australiana invece non si richiede che gli investigatori siano in possesso di licenza, anche se sono comunque vincolati dalla normativa. Un investigatore che operi qui non può farlo nello Stato del Nuovo Galles del Sud senza essere in possesso di una licenza CAPI altrimenti egli violerebbe la legge.

### Italia
Un privato cittadino per poter esercitare deve ottenere una specifica autorizzazione rilasciata dal prefetto (licenza prefettizia), che non è vincolata territorialmente, consentendo di svolgere l'attività su tutto il territorio nazionale. L'investigatore può svolgere indagini su incarico di privati, aziende, enti pubblici, nonché di avvocati al fine della ricerca di elementi di prova da utilizzare in un processo sia civile che penale.
Dal punto di vista normativo, in base al combinato disposto dalla legge 7 dicembre 2000 n. 397 e dal decreto legislativo d.lgs. 27 luglio 1989 n. 271, che gli investigatori, i periti tecnici ed anche gli avvocati possono ora svolgere direttamente investigazioni difensive per conto dei loro assistiti, in particolare il difensore, il sostituto, gli investigatori privati autorizzati o i consulenti tecnici possono conferire con le persone in grado di riferire circostanze utili ai fini dell'attività investigativa. In questo caso, l'acquisizione delle notizie avviene attraverso un colloquio non documentato.
La figura è stata poi nel dettaglio disciplinata dal decreto del Ministero dell'Interno 1º dicembre 2010, n. 269.

### Regno Unito
Ai sensi del Private Security Industry Act del 2001, il governo britannico ha stabilito che la concessione di licenze di investigatori privati e imprese di investigazione privata in Gran Bretagna e Galles sia di competenza della Security Industry Authority (SIA), un non-departmental public body, che dal 2003 agisce come organo di regolamentazione. La licenza ha durata di tre anni, dopodiché dovrà essere rinnovata e consente di lavorare anche come buttafuori, guardia del corpo o guardia di sicurezza privata.
Tuttavia, a causa di tagli di fondi al SIA verificatisi nel corso degli anni, l'attribuzione delle licenze si è sostanzialmente interrotta fino a nuova comunicazione. Al momento quindi non ci sono altre autorità governative preposte alla concessione di licenze.

### Stati Uniti d'America
Per i privati, l'attività è regolamentata dagli Stati federati degli Stati Uniti d'America. Per diventare detective nelle State Police e nelle polizie metropolitane statunitensi è necessario essere in possesso di diploma di laurea, della cittadinanza americana, e di superare apposito esame. Ulteriori requisiti sono richiesti per il Federal Bureau of Investigation.

## Nei media
Il personaggio dell'investigatore, che sia poliziotto e magistrato di Stato o privato investigatore, è uno dei personaggi più rappresentati nei lungometraggi cinematografici, negli sceneggiati televisivi, nei fumetti e nei romanzi definiti gialli, in tutte le nazioni del mondo. Moltissimi celebri attori e attrici hanno interpretato il ruolo di poliziotto o carabiniere e mestieri analoghi nelle varie nazioni perché il genere poliziesco è universale.